# As wywiadu (film 1947)
As wywiadu (oryg. Подвиг разведчика) – radziecki film fabularny z 1947 roku w reżyserii Borisa Barneta, na podstawie sztuki Michaiła Maklarskiego pt. Podwig ostajetsia nieizwiestnym.

## Opis fabuły
II wojna światowa. Agent radzieckiego wywiadu mjr Fiedotow otrzymuje zadanie dotarcia do najbliższego otoczenia niemieckiego generała Kühna – jednego z zaufanych dowódców Hitlera – doskonale znającego plany niemieckiej armii na froncie wschodnim. W tym celu, zostaje zrzucony w Prusach Wschodnich niedaleko „Wilczego Szańca” – głównej kwatery Hitlera. Wyposażony w fałszywe dokumenty, jako niemiecki handlowiec Heinrich Eckert nawiązuje kontakt z lokalnym przedsiębiorcą Pommerm, którego syn Willi jest funkcjonariuszem SD. Obydwaj Niemcy skuszeni wizją krociowych zysków z handlu na okupowanych terenach ZSRR zgadzają się udzielić daleko idącej pomocy Eckertowi w jego interesach. Willi posuwa się nawet do uczynienia go fikcyjnym oficerem intendentury. Mundur i odpowiednie dokumenty umożliwiają Fiedotowowi wyjazd na Ukrainę i swobodne poruszanie się po niej, a w końcu dotarcie do kwatery Kühna w Winnicy. Pomimo tropiącego go, przebiegłego szefa lokalnego SD gen. Rummelsburga i jego agentów, pozbawiony łączności z centralą oraz wsparcia zdemaskowanej przez niemieckiego prowokatora siatki współpracowników, radziecki wywiadowca jest w stanie zbliżyć się do Kühna. Pewnej nocy zakrada się do jego gabinetu i próbuje wykraść tajne plany niemieckich działań na froncie wschodnim, a gdy to się nie udaje, porywa generała i dzięki pomocy lokalnych partyzantów, drogą lotniczą przerzuca do Moskwy.

## Obsada aktorska
- Pawieł Kadocznikow – mjr Alieksiej Fiedotow (Heinrich Eckert)
- Amwrosij Buczma – agronom Lszczuk
- Wiktor Dobrowolski – radziecki generał wywiadu (szef Fiedotowa)
- Dmitrij Milutenko – Bierieżnoj (agent Rummelsburga)
- Siergiej Martinson – Willi Pommer
- Michaił Romanow – gen. Erich von Rummelsburg
- Piotr Arżanow – Stübing vel Karpowski (niemiecki agent, który uciekł Rosjanom)
- Boris Barnet – gen. Kühn
- Jelna Izmajłowa – kosmetyczka Teresa (współpracownica Fiedotowa)
- Wiera Uliesowa – Nina (żona Alieksieja)
- Siergiej Pietrow – Astrachow (współpracownik Fiedotowa)
- Wiktor Chałatow – Friedrich Pommer
- Walerija Draga – pani Pommer
- Aleksiej Bykow – Miedwidiew

i inni.

## O filmie
W ZSRR film był uważany za jeden z najlepszych filmów sensacyjnych. Początkowo reżyser Boris Barnet planował w głównej roli obsadzić swojego „ulubionego” aktora, gwiazdę ówczesnego kina radzieckiego Nikołaja Kriuczkowa. Jednak rada artystyczna Kijowskiego Studia Filmowego (w którym powstawał film) nie zgodziła się na tę kandydaturę, postrzegając Kuzniecowa-aktora jako „surowego komisarza”. Zaproponowała reżyserowi znalezienie aktora w którym „twardość i męstwo łączyła by się z wrażliwością i inteligencją”. Ostatecznie, po pokonaniu wielu uznanych konkurentów na zdjęciach próbnych, główną rolę otrzymał Pawieł Kadocznikow. Był to jego największy sukces aktorski.
Film wszedł na ekrany 19 września 1947, a już 1 października tego samego roku dziennik „Wieczerniaja Moskwa” donosił, że tylko w moskiewskich kinach obejrzało o ponad milion widzów. Sam Kadocznikow otrzymał bardzo pochlebne oceny krytyków.
Pierwowzorem głównego bohatera filmu – agenta radzieckiego wywiadu, była autentyczna postać radzieckiego agenta z okresu II wojny światowej Nikołaja Kuzniecowa i przeprowadzona przez niego w październiku 1943 roku brawurowa akcja porwania i likwidacji gen. SS Maxa von Ilgena.
Film zapoczątkował nowy nurt w radzieckim gatunku kina wojennego – obraz bezimiennego bohatera, samotnie działającego głęboko za linią wroga wywiadowcy.

## Oglądalność
2 909 864 – liczba widzów od premiery do roku 1969.